# Acrogomphus malayanus
Acrogomphus malayanus är en trollsländeart som beskrevs av Harry Hyde Laidlaw, Jr. 1925. Acrogomphus malayanus ingår i släktet Acrogomphus och familjen flodtrollsländor. IUCN kategoriserar arten globalt som nära hotad. Inga underarter finns listade i Catalogue of Life.